# Wietse van Alten
Wietse Cornelis van Alten (Zaandam, 24 de setembro de 1978) é um arqueiro holandês, medalhista olímpico.

## Carreira
Wietse van Alten representou seu país nos Jogos Olímpicos em 2000 a 2004, ganhando a medalha de bronze em 2000 no individual. 